# しっくすぱっく!
『しっくすぱっく！』は、イコールによる日本の漫画作品。女子ラグビーを題材としている。『ヤングコミック』（少年画報社）にて、2017年9月号から2019年1月号まで連載された。話数カウントは「phase:○」。

## あらすじ
料理研究部志望だった女子大生円宮たまみ（まさみや たまみ）は勧誘チラシに惹かれて女子ラグビー部に入部。

## 登場人物

### 飯多大学女子ラグビー部
円宮たまみ（まさみや たまみ）
主人公。大食いで体型を気にしていたところラグビー部の勧誘チラシに見てラグビー部に入部。

## 書誌情報
- イコール『しっくすぱっく！』 少年画報社〈ヤングキングコミックス〉、全2巻
  1. 2018年5月10日発売、ISBN 978-4-7859-6205-0
  2. 2019年3月11日発売、ISBN 978-4-7859-6396-5